# Тано (свято)

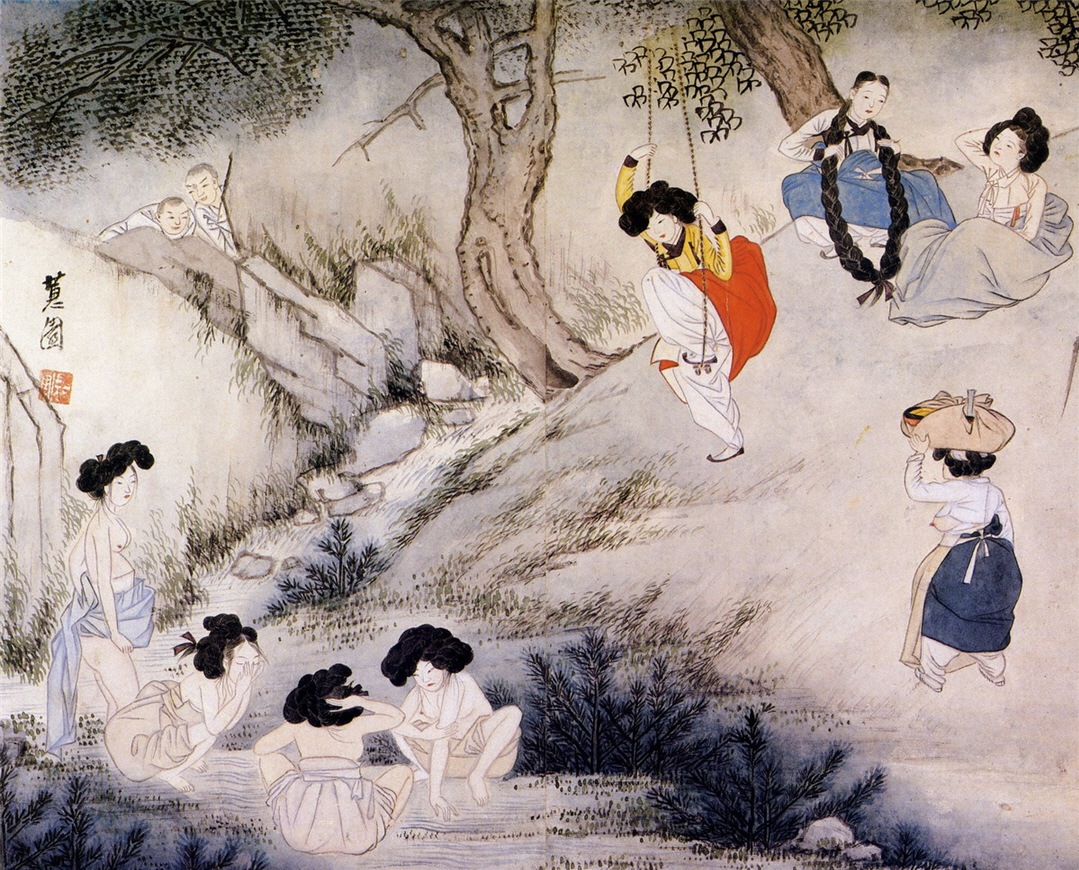
Сін Юн Бок «Розваги біля води в день свята Тано» (біля 1805 року)

Тано або Сурі Нал (кор. 단오) — традиційне корейське свято, яке відзначається 5 числа п'ятого місяця за місячним календарем.
Офіційний вихідний у КНДР, одне з основних традиційних святу Південній Кореї. Під час цього свята у Південній Кореї проводиться низка фестивалів, один з яких Каннинський Фестиваль Тано, визнаний ЮНЕСКО як «Шедевр усної та нематеріальної спадщини людства»

## Загальні відомості
Традиційно відзначається в Кореї віддавна. Так, свято Тано, в епоху Конфедеративних королівств, відзначалося, як свято подяки за добрий врожай.
Назва «Тано» означає п'яте число п'ятого місячного місяця року. Зі стародавніх записів випливає, що стародавні корейці на початку п'ятого місячного місяця, закінчивши сівбу, збиралися разом і веселилися з піснями і танцями. У цей день прийнято дарувати один одному віяла. Головною розвагою для дівчат були змагання на гойдалках. Гойдалки підвішували до великій вербі. Переможниці отримували в нагороду бронзовий або латунний посуд. Юнаки змагалися в національній боротьбі сірим. Найсильнішому борцю як премію вручали бика. Однією з головних традицій в цей день є омивання голови в очеретяній воді із завареним очеретяним листям та аїром.
У це свято корейці готують традиційну їжу. Наприклад, хлібці з рису з меленим полином у формі колеса воза (сурі), тому це свято ще назвали Днем сурі .
У минулому свято Тано був одним із найпопулярніших, проте, в наш час його відзначають вже не так широко.